# Taís Pina
Taís Pina (Venteira, 13 de octubre de 2004) es una judoca portuguesa que se clasificó con 19 años para los Juegos Olímpicos de París 2024.

## Trayectoria
Taís nació en Portugal, en Amadora. Es descendiente de madre guineana que emigró a Portugal a los ocho años y padre de origen caboverdiano.
En 2022 ingresó al Instituto Superior de Ciencias Sociales y Políticas (ISCSP), de la Universidad de Lisboa. En 2024 estaba en segundo año de la carrera de Gestión de Recursos Humanos y judoca en Sport Algés y Dafundo.
En 2023, ganó la medalla de bronce en la categoría de -70 kg en el Campeonato de Europa sub-23 en Potsdam, Alemania, superando al atleta georgiano Nino Gulbani en el 'puntaje de oro'.
En febrero de 2024 alcanzó el 5º puesto en el Grand Slam de París, lo que le supuso un ascenso de 38 puestos en el ranking mundial, posicionándose en el puesto 61. Dos meses después, ganó la medalla de oro en el Grand Slam de Astaná, en Kazajistán. En la final derrotó a la croata Lara Cvjetko, sexta en el ranking mundial, logrando un ippon con un ura-nage. Esta victoria representó el primer podio portugués en la competición.
En 2024 se clasificó para participar en la categoría -70 kg en los Juegos Olímpicos de París 2024 por el Comité Olímpico Portugués (COP). Taís Pina cursaba su último año como junior, cuando fue la séptima judoca portuguesa en sumarse a la lista de olímpicos.